# 鞆幕府
鞆幕府（日语：／）是指1576年—1587年在备后国的鞆（今属日本广岛县福山市）存在的室町幕府流亡政权。这个概念由历史学家藤田达生提出。

## 历史
元龟四年（1573年）七月，室町幕府将军足利义昭在槙岛城之战中败于织田信长，被迫逃离京都。之后，他在河内、和泉、纪伊等地辗转流浪。
天正四年（1576年）二月，足利义昭离开纪伊的兴国寺，前往西国，投靠毛利辉元的势力，并在其领地备后国的鞆定居。随行的有细川辉经、上野秀政、畠山昭贤等人。足利义昭选择鞆是因为此地与足利将军家有渊源，例如足利尊氏曾在此接受讨伐新田义贞的院宣。此外，十代将军足利义稙也曾在大内家支持下自此返回京都，象征吉兆。
足利义昭在二月八日下达的御内书中命令吉川元春，要他转达请求毛利辉元协助复兴幕府的愿望。同时，足利义昭表示，织田信长对毛利辉元的“逆心”已十分明显，正因如此，他才决定移驻。
然而，足利义昭此次前往鞆并未事先通知毛利家，也没有透露此行的详细原因。他甚至对身边近臣下达了封口令。这一行为对织田家和毛利家的同盟关系构成威胁，令毛利辉元在应对上感到非常棘手。
尽管当时毛利家与织田家处于同盟关系，但此时织田信长的西进扩张使局势变得不稳定。织田信长支持毛利家的敌人浦上宗景，而浦上宗景的对手宇喜多直家则寻求毛利家的庇护，形成了可能导致毛利家与织田家对立的局面。此外，从天正三年（1575年）开始，织田信长派遣近卫前久前往九州，试图与大友家、伊东家、相良家和岛津家达成和解，以此围堵毛利家。
五月七日，毛利辉元宣布对抗织田信长，并通知领地诸将遵从足利义昭命令，同时向西国和东国的大名寻求支援。这一决定是毛利家经过三个月的深思熟虑后作出的，标志着毛利家和织田家的同盟破裂。
这一时期，在毛利家庇护下的室町幕府被现代学者称为“鞆幕府”，足利义昭还任命毛利辉元为副将军。六月十一日，足利义昭向武田胜赖和上杉谦信下达御内书，命令他们和解并联合毛利辉元共同讨伐织田信长。
天正十五年（1587年）三月，丰臣秀吉途经鞆，与足利义昭会面，互赠礼物并把酒言欢。之后，足利义昭请求毛利家将他的居所从鞆迁至靠近山阳道的沼隈郡津之乡（今福山市津之郷町）。
十月，在毛利家的护送下，足利义昭重返京都，这是他阔别15年的归乡。天正十六年（1588年）一月十三日，足利义昭与丰臣秀吉一同参内，正式向朝廷交还将军职位。在丰臣秀吉的奏请下，足利义昭获得准三宫的称号和待遇。这一事件标志着室町幕府名副其实地终结。